# Fintan de Clonenagh
Pour les articles homonymes, voir Fintan.
Saint Fintan de Clonenagh (ou saint Fintan de Doon), né vers 526 et mort en 603, est un moine irlandais, fondateur de nombreux monastères dont, vers 548, celui de Clonenagh dans l'actuel comté de Laois en Irlande. Il est fêté est le 17 février.

## Biographie
Né dans le Leinster, Fintan est le fils des chrétiens Gabhren et Findlath, ainsi que le frère de Saint Finlugh de Derry (Finlag) qui se rendit en Écosse où il devint l'un des disciples de saint Columba, avant de revenir en Irlande pour devenir abbé d'un monastère du comté de Londonderry (VIe siècle). Fintan est formé à la vie monastique par l'abbé Colomba de Terryglass. Il est profondément influencé par les pratiques pénitentielles et la sévérité de la Règle de ce dernier. Sous sa direction, Fintan développe une réputation d'austérité. Il devient ermite dans les Slieve Bloom Mountains. La sainteté de sa vie lui attire de nombreux disciples. Il fonde alors le monastère de Clonenagh avant de le confier à son disciple Columba lorsque Colum s'installe à Terryglass vers 548. Fintan est réputé pour se contenter d'un régime alimentaire extrêmement frugal fait de pain d'orge ligneuse et d'eau argileuse. Il donne à ses moines des règles très strictes pour ne consommer aucun produit animal. La communauté n'a même pas de vache et n'a donc ni lait ni beurre. Les moines se plaignent de ne pas pouvoir travailler dur avec un régime aussi maigre. Une députation du clergé local dirigée par Canice d'Aghaboe vient presser Fintan de l'améliorer. Il accepte un régime plus doux pour ses moines, mais il choisit de poursuivre le régime strict pour lui-même.
Parmi ses disciples, il y a saint Colmán d'Oughaval et saint Comgall de Bangor. Fintan est comparé à saint Benoît par les annalistes irlandais, et est appelé « Père des moines irlandais ».
Fintan de Clonenagh est considéré comme l'un des trois saints patrons du comté de Laois, avec Colman Mac ua Laoise et Mochua de Timahoe. 
Fintan de Clonenagh est parfois confondu avec Saint Fintán (ou Munnu), abbé de Taghmon.

## L'arbre de Saint Fintan à Clonenagh

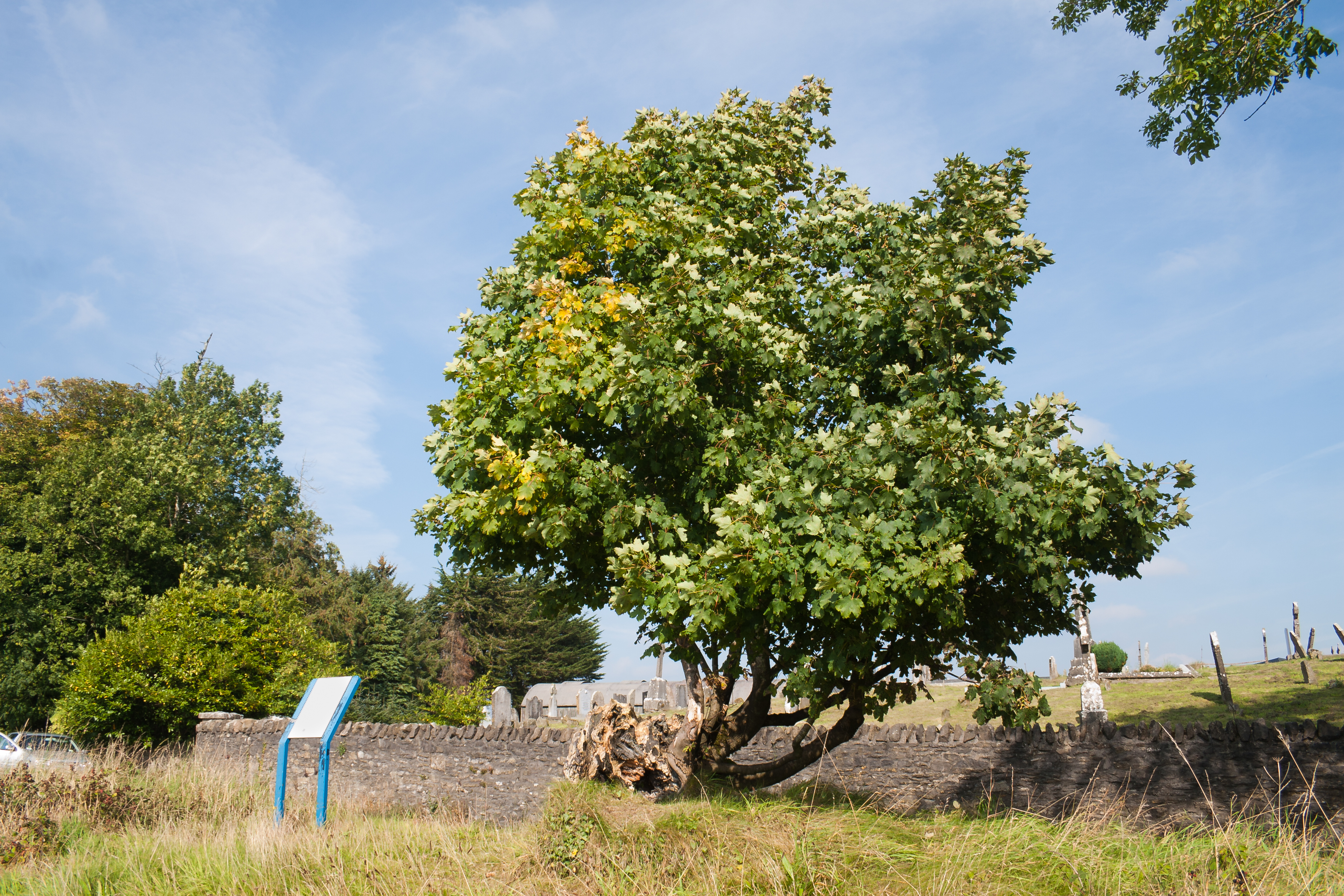
L'arbre de Saint Fintan à Clonenagh.

L'arbre dédié à Fintan est un érable sycomore (acer pseudoplatanus) planté à la fin du XVIIIe siècle ou au début du XIXe siècle sur le site monastique paléochrétien de Clonenagh. Il est devenu coutume d'insérer des pièces de monnaie dans son tronc. L'arbre en a souffert et on a longtemps cru qu'il était mort jusqu'à ce qu'il commence à se rétablir avec de nouvelles pousses.

## Sources
- Alain Stéphane, Les Prénoms celtiques éditions Jean-Paul Gisserot 1999  (ISBN 9782877473958).
- Nathalie Stalmans, Saints d'Irlande.  Analyse critique des sources hagiographiques (VIIe – IXe siècles). Presses universitaires de Rennes (2003)  (ISBN 2868477062).

## Liens
- Notices dans des dictionnaires ou encyclopédies généralistes :   - Dictionary of Irish Biography
  - Oxford Dictionary of National Biography